# Figura de vèrtex
En geometria, una figura de vèrtex, de manera general, és la figura que queda exposada quan una cantonada d'un políedre o polítop és retallada.

Figura de vèrtex de "semiaresta" del cub
Figura de vèrtex d'"aresta sencera" del cub
Figura de vèrtex esfèrica del cub
Figura de vèrtex de conjunt de punts del cub